# Nicolaaskerk (Piaam)
De Nicolaaskerk of de hervormde kerk van Piaam is een kerkgebouw in de gemeente Súdwest-Fryslân in de Nederlandse provincie Friesland.

## Beschrijving
De gotische kerk uit de 13e eeuw, oorspronkelijk gewijd Nicolaas van Myra, is een vierzijdig gesloten eenbeukige kerk. De westgevel en de houten geveltoren met ingesnoerde spits dateren mogelijk uit de 18e eeuw. De vensters in de zuidgevel werden bij de restauratie in 1954 aangebracht. Het kerkgebouw is een rijksmonument. Het elektronisch orgel is een Opus 1100 van Johannes.

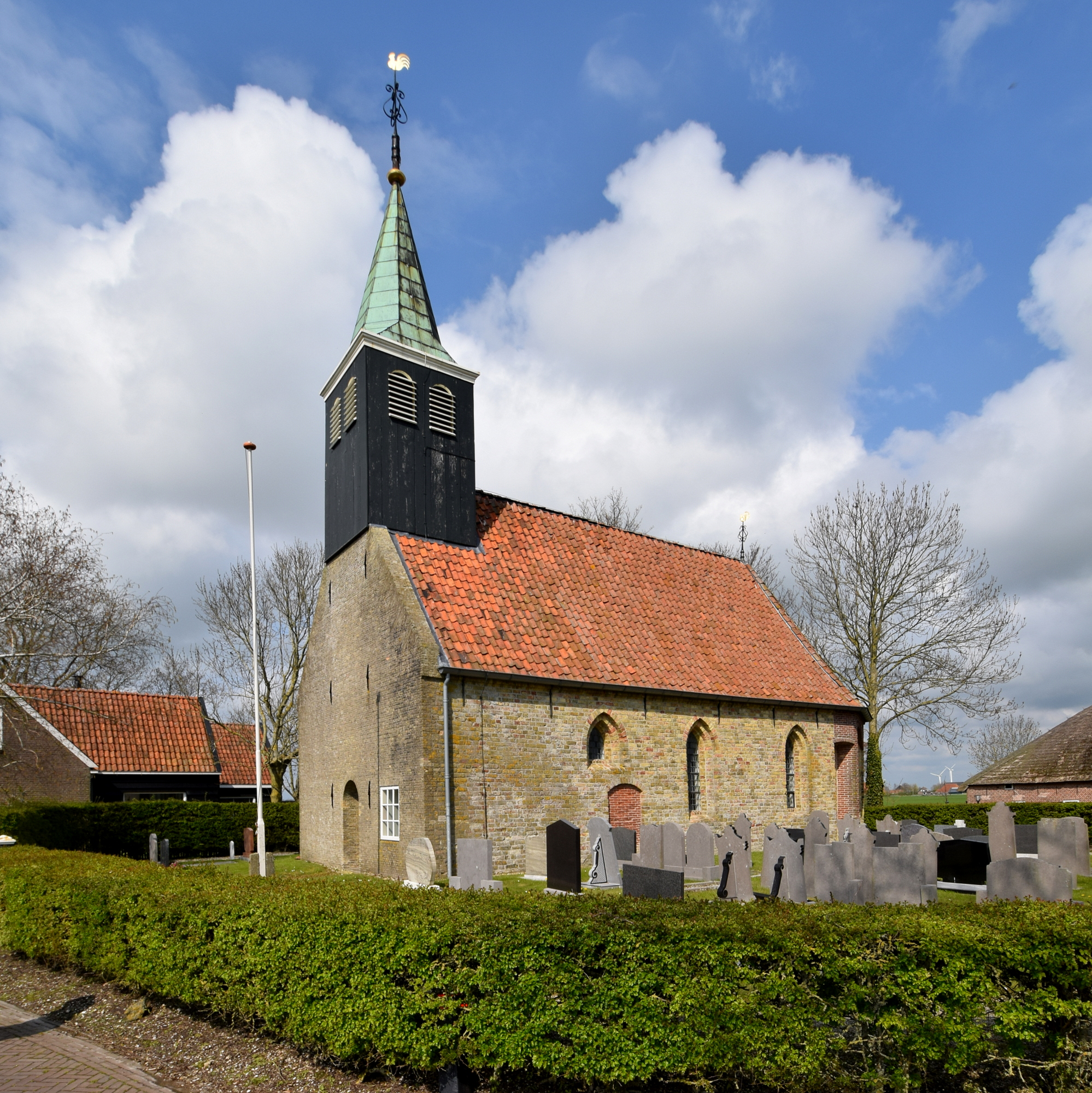
kerk in 2021
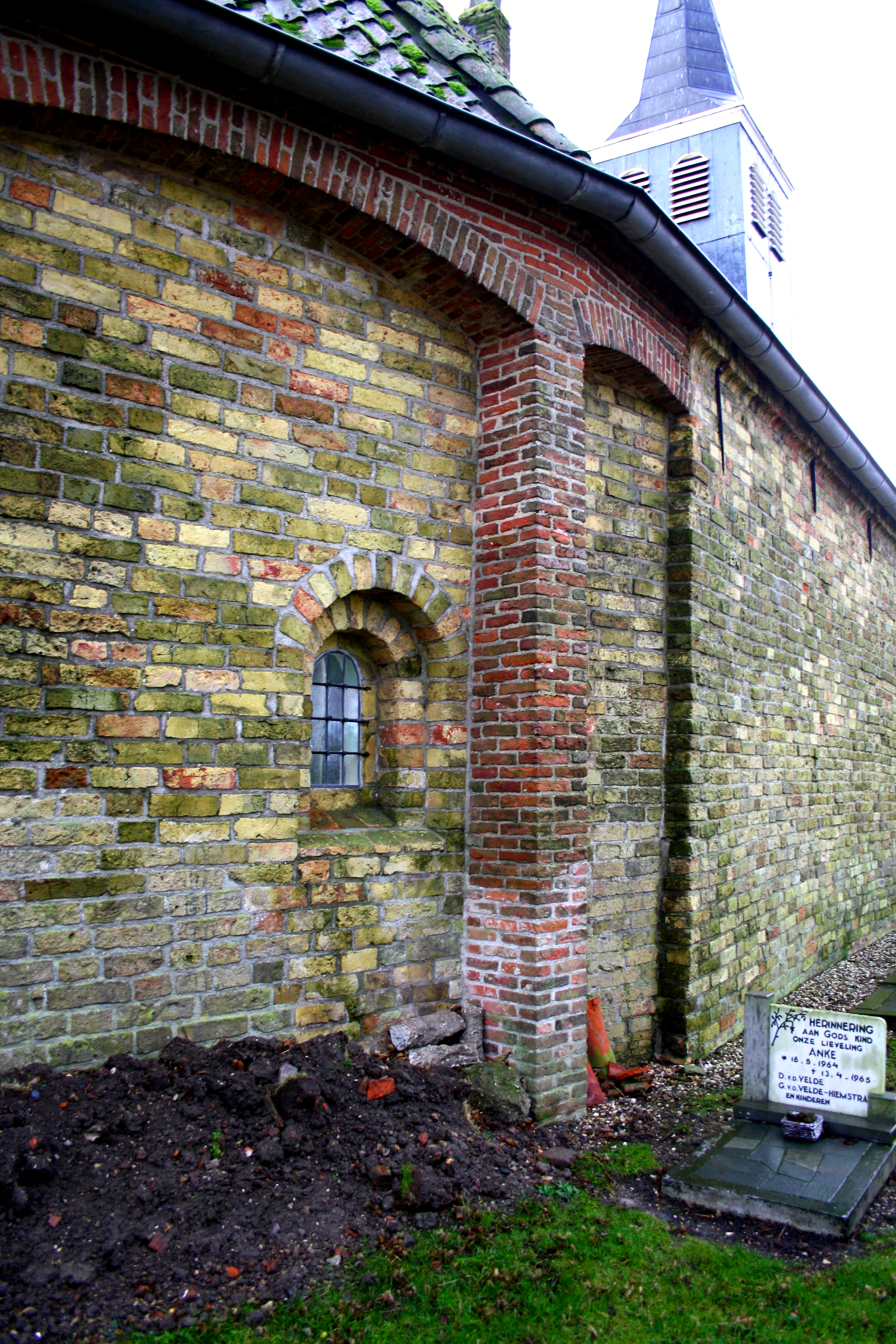
kerk in 2012